# Аудіотекс
Аудіотекс, також відомий як додаткові послуги, послуги з доданою вартістю, дзвінки за рахунок додаткової оплати, від англ. audiotex, Value Added Services (VAS), Premium Rate Services (PRS), Phone-paid Services, Pay-per-call (PPCall), являє собою, в загальному випадку, перелік послуг, що передбачає стягування з користувача додаткової плати (оплати за підвищеним тарифом) за телефонний виклик (включаючи послуги з використанням спеціально тарифікованих коротких мобільних номерів), мобільні послуги, які надаються за принципом «натискай і оплачуй» (див. Pay per click), довідкові каталоги та інші послуги.
Таким чином користувачам може надаватися доступ до інформації, розваг, цифрового контенту (музика, рінгтони тощо), участі у телевікторинах або внесення пожертв на благодійність. Цей перелік послуг не є фіксованим і може відрізнятися між країнами (наприклад, іноді до них відносять послуги, що спрощують масове розповсюдження голосових повідомлень, Automated Voice Messaging).
Регулювання таких послуг у кожній державі здійснюється відповідними державними органами або уповноваженими ними організаціями (регуляторами). Також існує міжнародна організація, International Audiotex Regulators Network (IARN), що об'єднує учасників, причетних до регулювання, встановлення стандартів та просування послуг з доданою вартістю.

## Особливості
Послуги з доданою вартістю мають наступні ознаки:
- оператор мережі (оператор зв'язку) стягує з користувачів оплату за додаткові послуги через рахунок для оплати;
- принцип «розподілу доходів». Комісійні від доходу з абонента перераховується оператором зв'язку оператору послуг. Це є ключовою ознакою, оскільки саме вона формує додану вартість послуги;
- оператори послуг можуть передавати функції надання послуг або їх просування третім сторонам, при цьому компанії-постачальники залишаються відповідальними перед регулятором, якщо інше не передбачене законодавством. Операторів послуг або вповноважені ними треті сторони називають інформаційними провайдерами та контент-провайдерами[7];
- оплата за послугу стягується з використанням електронних комунікацій;
- додана вартість послуги для користувача представлена у вигляді товарів чи послуг, здебільшого цифрових;
- за додаткові послуги оплата може вноситись періодично, тоді послуги мають назву Subscription Phone-paid Service;
- іноді для доступу до послуг з доданою вартістю і ініціювання стягування оплати використовується спеціальне програмне забезпечення, яке має назву «дозвонщик» (Internet dialler).

### Міжнародні послуги
Термін International premium rate service (IPRS) означає міжнародні послуги з доданою оплатою, які надаються із використанням телефонного зв'язку. Послуги доступні за кодом +979. Операторам послуг (Information Service Provider, ISP) у певній країні може буди наданий один чи кілька спеціально сформованих номерів (Universal International Premium Rate Numbers, UIPRN), за якими послуги доступні абонентам і за які з них стягується додаткова оплата. При цьому до кола операторів послуг можуть увійти лише преміум-оператори, які надають послуги у більш ніж одній країні. Робота IPRS не гарантується в усіх країнах. Для доступу до деяких послуг необхідна попередня підписка. До переліку послуг входять інформаційні та інтерактивні послуги, акції, конкурси, опитування.
Рекомендація МСТ розподіляє номери з кодом +979 на чотири категорії:
| Діапазон | Категорія оплати | Рівень    |
| -------- | ---------------- | --------- |
| +979 1   | 1                | «High»    |
| +979 3   | 2                | «Medium»  |
| +979 5   | 3                | «Low»     |
| +979 9   | Особлива         | «Special» |

У Наказі Міністерства транспорту та зв'язку України «Про затвердження Національного плану плані нумерації України» IPRS згадується під назвою «міжнародна послуга пільгового тарифу».
Наразі немає інформації щодо активності IPRS.

### Велика Британія
У Великій Британії регулятором ринку додаткових послуг є некомерційна агенція PhonepayPlus (попередня назва — ICSTIS, the Independent Committee for the Supervision of Standards of Telephone Information Services), яка з грудня місяця 2007 року здійснює діяльність від імені Office of Communications, затвердженого державою регулятора. Агенція має повноваження накладати санкції на мобільних контент-провайдерів і приймає скарги від їхніх клієнтів.
Додаткові послуги, Premium rate services, дозволяють пропонувати контент, продукти або послуги, які оплачуються користувачем (абонентом) через звичайний рахунок для сплати від оператора зв'язку і їх вартість перевищує стандартну тарифікацію. Гроші, які надходять від користувачів, розподіляються між оператором зв'язку та оператором послуг. Така домовленість між відповідними операторами називається «розподіл доходів». Саме присутність механізму «розподілу доходів» є ключовим критерієм, який дозволяє віднести певну послугу до переліку додаткових. Такими послугами зазвичай є інформаційні та розважальні послуги, які надаються із використанням фіксованого або мобільного зв'язку (в тому числі послуги із використанням мережі 3G), факсом, через ПК (e-mail, інтернет, електронні дошки оголошень) або із використанням телебачення. До послуг із доданою вартістю належать купівля рінгтонів, оповіщення під час спортивних подій, телевікторини, конкурси, телефонні каталоги, чати, конференції та інформаційні послуги. Такі послуги можуть бути призначені як пересічним користувачам, так і бізнес-абонентам.
Доступ до додаткових послуг забезпечується за допомогою спеціальних телефонних номерів. Такі номери починаються з кодів 09, 118, 0871, 0872 чи 0873. Також до таких номерів належать короткі 4-, 5- чи 6-значні мобільні номери (текстові коди). Організація PhonepayPlus здійснює обов'язкову реєстрацію всіх операторів послуг окрім компаній, які надають послуги із використанням кодів 0871, 0872 та 0873. Взаємодія абонента із оператором послуг відбувається голосовим зв'язком, із використанням SMS чи MMS

### Ірландія
Регулятором ринку додаткових послуг в Ірландії є недержавна некомерційна організація Regtel. Premium rate services (PRS) в Ірландії визначаються як додаткові послуги, які надаються із використанням терміналів фіксованого чи мобільного телефонного зв'язку або із використанням мережі Інтернет, які оплачуються користувачем (абонентом) за ціною, яка перевищує стандартну тарифікацію. Такі послуги включають в себе купівлю рінгтонів, новини трафіку, результати спортивних змагань, конкурси, поради, розваги і чат. Доступ до них забезпечується із використанням спеціальних телефонних номерів.

### Україна
В Україні додаткові послуги (аудіотекс) з використанням телефонних ліній з'явилися у червні 1998 року. Вони передбачають доступ користувача до інтерактивних послуг інформаційно-довідкового та ігрового характеру, таких як розіграші та інтерактивні ігри, голосування, гороскопи і гадання, оповідання для дорослих в записі та спілкування з оператором за (чат) за рахунок додаткової оплати, яка перевищує стандартні тарифи. Код послуги в Україні — 900.
Доступ користувачам надається власниками платних ліній, які є операторами (провайдерами) додаткових послуг і здійснюють їх через мережі операторів зв'язку (зараз для фіксованого телефонного зв'язку — «Укртелеком», раніше також «Утел»). Саме оператори зв'язку збирають плату з абонентів за користування аудіотекс-послугами та розраховуються з операторами послуг.
Попри те, що додаткові послуги надаються в Україні вже тривалий час, їх регулюванню досі не було приділено належної уваги. Зараз у відповідних інстанціях розглядаються нові редакції документу «Правила надання та отримання телекомунікаційних послуг» (є складовою Постанови Кабінету міністрів України «Про затвердження Правил надання та отримання телекомунікаційних послуг»), які містять визначення послуги з доданою вартістю (запропонованими термінами є «послуги третіх осіб» та «послуга з додатковою оплатою») та норми, які регулюють надання таких послуг учасниками ринку.

## Мережевий нейтралітет
Послуги з доданою вартістю, які надаються із використанням мережі Інтернет, конфліктують із принципом мережевої нейтральності. Організації, які підтримують та дотримуються принципу мережевої нейтральності, декларують неприйнятність у мережі Інтернет стягування Інтернет-провайдерами додаткової плати за доступ до певного типу контенту, інтернет-сервісів або вебсайтів. У лютому місяці 2011 року Палата представників США ухвалила білль, згідно з яким Федеральна комісія з питань зв'язку не може регулювати питання мережевого нейтралітету. Телекомунікаційна компанія AT&T називає порушенням принципів мережевого нейтралітету блокування збоку Google дзвінків за рахунок додаткової оплати у власній мережі Google Voice.

## Шахрайство та незаконне використання
Послуги з доданою вартістю можуть використовуватися з метою шахрайства та незаконного отримання прибутків. Для цього використовуються різноманітні методи, причому їх застосовують як сторонні учасники («телефонні пірати»), так і уповноважені компанії-постачальники послуг.
До перших відносять, зокрема, отримання прибутку за рахунок операторів зв'язку шляхом незаконної переадресації викликів на високовартісні канали зв'язку, як правило, закордон.
В іншому випадку, компанії-постачальники послуг надають неповну або неправдиву інформацію по зміст та умови надання послуг
 або підключають абонентів до послуг (включаючи підписку) без ясного попередження та надання можливості відмовитися від них.
З метою захисту користувачів від подібного шахрайства, для власників смартфонів випущене відповідне програмне забезпечення.

## Майбутні ініціативи
Учасники ринку очікують на розвиток додаткових послуг як завдяки новим можливостям мобільних мереж і обладнання абонентів (глибше інтегровані з Інтернет мобільні телефони, цифрове інтерактивне телебачення), так і новим моделям надання таких послуг. Відкриваються можливості надавати користувачам додаткові послуги із застосуванням функцій передачі місцезнаходження абонента, удосконалення мобільних мереж сприяє розвитку таких послуг як високоякісне потокове відео. Глибша інтеграція із системами електронної комерції (див. також NFC) має підштовхнути розвиток таких послуг як переказ грошей, купівля вебконтенту і матеріальних товарів із використанням мобільних терміналів (в тому числі за посередництва провайдерів Інтернет). Залучення нової аудиторії додаткових послуг передбачається завдяки долученню благодійних проектів, інтеграції із соціальними мережами та співпраці з відомими брендами.

## Історія
Зародження галузі додаткових послуг відбулося 1983 року у США. 1985 року додаткові послуги були впроваджені у Великій Британії місцевим оператором British Telecom. В Україні додаткові послуги представлені з 1998 року.